# ヴィーゲン
ヴィーゲン（Vigen または Viguen、本名: Vigen Derderian、ペルシア語: ویگن دردریان, Vigen Derderyân ; アルメニア語: Վիգէն Տէրտէրեան, Vigen Tērtērian、1929年11月23日 - 2003年10月26日）は、イランの歌手、俳優。「イラン・ポップの王 (King of Iranian pop)」および「ジャズの王様 (Sultan of Jazz)」として知られ、近東で活躍した。ヴィーゲンはペルシア語とアルメニア語の両方で歌った。 
ヴィーゲンはイラン系アルメニア人のルーツをもち、ペルシアン・ポップ黄金時代（1970年代初頭からイラン革命により1979年に禁止されるまで）には、多数のイランの有名人（デルカシュ 、プーラン、 エラヘなど）が関係を切望していた。 
ヴィーゲンの革新的で明るいスタイルの音楽は、西ヨーロッパとラテンアメリカのスタイルの影響を受けており、イラン音楽の開拓に大きな影響を与えた。ヴィーゲンの音楽と演奏の才能はすぐに Parveez Vakili や Kareem Fakkour などのイランの作詞家や作曲家の目に留まり、数曲の「イランで最も記憶に残る歌」を共作した。

## 若年期
ヴィーゲンはイラン西部の都市ハマダンでイラン系アルメニア人の家庭に8人きょうだいのうちの一人として誕生した。父親はヴィーゲンが8歳のときに肺炎の合併症で死去。家庭内の問題で自宅を離れ、母親と兄のザヴェン (Zaven) のもとで育った。兄のカロ・デルデリアン (Karo Derderian) は詩人であり、ヴィーゲンの代表曲 "لالایی"（子守唄）を作詞した。 
第二次世界大戦中、一家はタブリーズ北部の街に移った。タブリーズのあるアーザルバーイジャーン地域では、民族主義者が占領ソビエト軍の支援を受けてアゼルバイジャン国民政府の樹立を宣言した 。ここでヴィーゲンはロシア兵から初めてギターを購入し、アメリカ・イタリア・スペインの音楽への親近感を覚えた。それらの曲をペルシア語の歌詞に取り入れ、それは今日までイランで人気のある音楽となった。 

## アーティストとしての出世
ヴィーゲンは10代半ばにテヘランに移り、1951年にはテヘラン北部にある高級レストラン「カフェ・シェミラン」に演奏家として雇われた 。 
ヴィーゲンの容貌や体格、運動能力や愛想のよさは一部のファンによってエルヴィス・プレスリーと並んで評価され、特に1950年代から1960年代にかけて自由主義の考えを持つ若い女性には、イラン初のポップ・スターとして人気を博した。また、ヴィーゲンはギターを用いてパフォーマンスをする初めてのイランの芸能人のひとりであった。

## 晩年の作品
1971年、ヴィーゲンは米国・カリフォルニア州に移住した。 ヴィーゲンは毎年イランに戻り、コンサートやラスベガス式のナイトクラブでの演奏を行った。 1979年のイラン革命後、イランではポップ・ミュージック（イラン・ポップ）が禁止されたためイランを追放された。2001年2月、ロサンゼルスのハリウッド・パラディアムで自身のキャリア50周年を祝った。 
ヴィーゲンの代表曲には、Baroon Barooneh（雨が降っている）、Asb-e Ablagh（サラブレッド馬）、Mahtab（月光）、Lala'ee（子守唄）、Gol-e Sorkh（赤い薔薇）、Ragheeb（ライバル）、Simin-bari、Awazekhan（歌手）、Del-e Divaneh（狂気の心）などがあり、長いキャリアの中で600曲以上をレコーディングした。

## 映画
ヴィーゲンの映画デビュー作は、1955年にアルメニア系イラン人の映画監督サミュエル・ハチキアンの Chahar-rahe Havades（事件の交差点）である。 後年、ハチキアンをはじめとする様々な監督やプロデューサーの映画に出演した。その中には、Zalem bala （1956年、Siamak Yasemi）、Tappeheh Eshgh（1959年、ハチキアン）、Arshin Malalan および Cheshmehe oshaq（1960年、Samad Sabahi）、Atash va khakestar（1961年、ホスロウ・パルヴィージ）、Arooseh Darya（1965年、Arman）などがある。

## 私生活
ヴィーゲンは最初の妻オルガ (Olga) との間に女優のアイリン (Aylin/Eileen/Ailen Vigen)、アイリンの二卵性の姉妹で歌手のジャクリン (Jaklin Munns, Jaklin/Jacqueline Vigen)、カトリン (Katrin Vigen) の3人の娘がいる。2番目の妻ナディア (Nadia) との間には娘のエヴェリン (Evelyn Vigen) と息子のエドウィン (Edwin Derderian)とがいる。3番目の妻はカレン・ホルストン・デルデリアン (Karen Holston Derderian, 1951 - 2015) で、連れ子のロビン・ナヴォンヌ・ブレイクフィールド (Robin Navonne Brakefield) がいる。 

## 病死
2003年10月26日、米国の自宅で癌のため74歳で死去、カリフォルニア州ウェストレイクビレッジのピアス・ブラザーズ・バレー・オークス・メモリアル・パークに埋葬された 。生前、ヴィーゲンは600曲以上の曲を録音し、6つの映画で主演し、 ボブ・ホープ・ショー、ジャック・ベニー・ショー、テレビドラマのスパイ大作戦などの人気テレビ番組に出演した。